# 圣扇

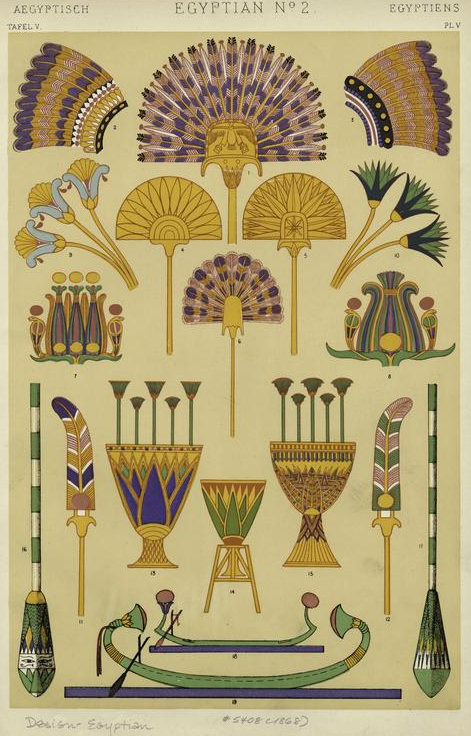
古埃及圣扇(上侧中间位置)以及莲花图案。1868年，NYPL图片收藏。

圣扇（英文：flabellum），在天主教礼仪中使用，是一把用金属、皮革、丝绸、羊皮或羽毛制成的扇子，旨在使圣体、基督的血和神父避开昆虫的侵扰， 以及表示尊敬。仪式中使用这类扇子可以追溯到古埃及，一个例子是在图坦卡蒙墓中发现的。圣扇的英文名称Flabellum也是鲎 （马蹄蟹，剑尾目Xiphosura）第五腿上的扇形结构的名称。

## 历史
从很早开始，圣扇就被异教仪式与基督教会使用。在4世纪出现的使徒宪典(Apostolic Constitutions)这样写道（见VIII, 12）：“让两位执事分立祭坛两边，手握用薄膜、或孔雀羽毛、或细布制成的扇子，让它们静静地赶走周围飞舞的小动物，令它们无法接近圣爵(Chalice)。”

## 西方基督教
圣扇起初在东方和西方都被使用，但从大约14世纪开始拉丁教会(Latin Church)不再使用它。
除了上述礼仪用途外，圣扇——起初是扇子形状，后来则是伞或华盖的形状——被用作向主教或枢机主教(prince of the Church)表示尊敬。
在第二次梵蒂冈大公会议前，每当教宗坐在教宗御座上往来于祭坛或觐见厅之时，两把此种扇子就会被在宗座宫殿使用。通过Count Ditalmo di Brozza的影响，这对在梵蒂冈日常使用的圣扇在1902年由教宗利奥十三世赠给了美国费城的Joseph Drexel夫人，而夫人也向梵蒂冈回赠了一对扇子。这对旧扇子现被收藏于宾夕法尼亚大学博物馆内。该扇扇面是用巨大的鸵鸟羽毛前端缀孔雀羽毛制成；扇托上有在深红地上用重金完成的教宗牧徽，其中的三重冕是用许多红宝石和祖母绿组成。新的那对圣扇被收藏在梵蒂冈博物馆。

## 东方基督教

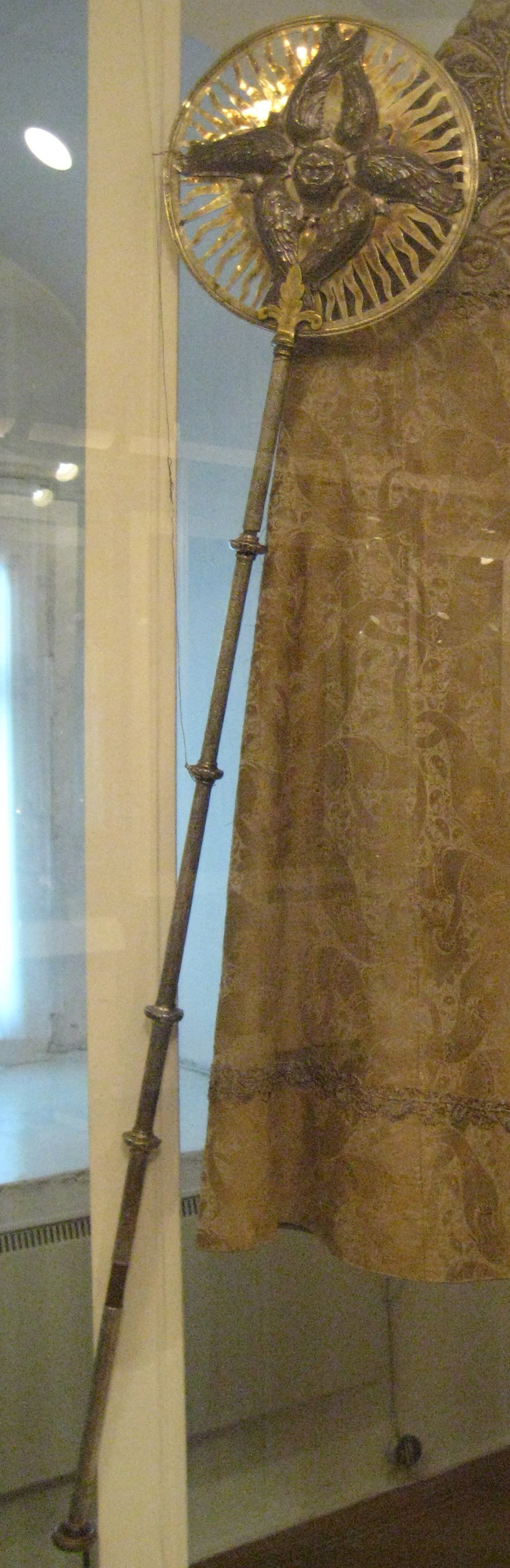
东方基督教的 ripidion，公元19世纪 (普斯科夫博物馆)。

在正教会和东仪天主教会中，圣扇(希腊文: άγιον ριπίδιον, hagion ripidion, 复数形式: άγια ριπίδια, hagia ripidia；有时也作 εξαπτέρυγον, hexapterygon, 复数形式: εξαπτέρυγα hexapteryga——字面意思为 "six-winged"(六翼))，直到今天仍在被使用。它通常是用金属制造的、圆的、具有圣像画似的由六翼围绕着一张脸的炽天使，并固定于杆的一端。也存在雕刻的、镀金的、或彩绘的扇子。它们通常是成对制作的。
根据圣事礼典(Euchologion)，执事应当站在圣桌（Holy Table）(祭坛)旁，从 (Offertory)起到 (Communion)止为圣餐掌扇——在大巴西略的礼仪(Liturgy of St. Basil)中，他只须在(Consecration)期间掌扇。这起初是为了把飞舞的虫子驱离圣餐。如今，圣餐通常都在它们圣化(sanctification)后即被盖住，无论何时司铎或执事也不会把他的手伸近它们，尽管掌扇是圣事礼典所要求在该日进行的，但执事通常仅仅在他的授秩礼(ordination)当天才这样做。在授秩礼上，执事从主教手中接过扇子，以及他的祭衣(vestment)和圣事礼典，并向人们展示以令他们欢呼“Worthy!”(值得！)拿着这扇子，而其后则站在圣桌(祭坛)后面以根据这有些过时的规定为圣餐掌扇。 
希腊正教会(Greek Orthodox Church)中，该扇会在圣入式(Great Entrance)和所有游行中使用；在俄罗斯正教会(Russian Orthodox Church)中，它们通常在主教从事宗教活动时，或向特定神圣的圣像画或文物表示敬意时使用。它们未被使用时，则通常会被立在圣桌(祭坛)后面。
马龙派、东方正统教会和东方亚述教会使用的扇子则很特别，在扇边上有若干小的金属箍或铃。在礼仪中特定的庄严时刻，它们会被轻轻摇响以发出叮当悦耳的声音，类似众多圣铃(Sanctus bell)的声音。

## 历史实例
在庞蒂厄(Ponthieu)(813年)的圣西奎耶(St. Riquier)发现的饰品中，就有一把银质圣扇(Migne, P. L., CLXXIV, 1257)，而在靠近莱尔(Lisle)的西索因小堂(the chapel of Cisoin)内，另一把银圣扇在Everard (937年逝世)的遗嘱中被提到，后者是这座修院的创建人。当1777年，埃德蒙·马蒂安(Edmond Martène)写他的"Voyage Littéraire"之时，法国索恩河畔的突努斯隐修院(Abbey of Tournus)拥有一把旧圣扇，其象牙柄足有两英尺长，且经过精美地雕刻；在象牙圆盘两侧刻有14位圣人像。该扇的残片，其历史可追溯至8世纪，现在保存在巴黎国立中世纪博物馆(Musée Cluny)内，以及Collection Carrand中。
非常华而不实的圣扇是用金子和珠宝以罗马式(Romanesque)时期制成；在大都会博物馆里的藏品就巧夺天工。
东方基督教式的例子也可在莫斯科保存的13世纪的斯拉夫ripidion中，以及希腊的米迦斯皮龙修院(Megaspileon monastery)中发现。后者的扇面上雕有天主之母(Theotokos)以及圣婴，并用八个含有智天使和四福音图案的圆形浮雕(medallion)围起来。
1222年的索尔兹伯里(Salisbury)宝藏清单也列举了一个银质扇子和两个羊皮纸。
最奢华和漂亮的圣扇是13世纪在上奥地利(Upper Austria)的克雷姆斯明斯特隐修院(Abbey of Kremsmünster)的圣扇。它有希腊十字外形且用浮雕细工(fretwork)和耶稣复活画像装饰。
伦敦的圣保罗座堂有一把孔雀毛做的扇子，约克座堂的清单则提到一把银柄扇子，镀金且镶有主教的搪瓷图片。Haymo (哈默·海瑟Hamo Hethe)，罗彻斯特主教(Bishop of Rochester)(逝于1352年)，将一把带象牙柄的银扇子献给了他的教堂。